# 11e division de réserve (Empire allemand)
La 11e division de réserve est une unité de l'armée allemande qui participe à la Première Guerre mondiale. Au déclenchement du conflit, elle forme avec la 12e division de réserve le VIe corps de réserve. Elle participe à la poursuite des troupes françaises le long de la Meuse jusqu'à la bataille de la Marne. La division occupe un secteur du front entre l'Argonne et la rive gauche de la Meuse.
En 1916, la 11e division de réserve est engagée dans la bataille de Verdun et attaque les positions françaises de la rive gauche de la Meuse. Elle participe ensuite à la bataille de la Somme où elle subit des pertes importantes. En 1917 et 1918, la division est localisée dans les Flandres, elle est successivement engagée à Arras et vers Lens ; après la bataille de la Lys, la division occupe une position vers Kemmel qu'elle tiendra pratiquement jusqu'à l'armistice. La division est ensuite transférée en Allemagne et dissoute au cours de l'année 1919.

## Première Guerre mondiale

### Composition

#### Mobilisation en 1914 - 1915
- 23e brigade d'infanterie

22e régiment d'infanterie
156e régiment d'infanterie (pl)
- 21e brigade d'infanterie de réserve

10e régiment d'infanterie de réserve
11e régiment d'infanterie de réserve
- 3 escadrons du 4e régiment de hussards de réserve
- 11e régiment d'artillerie de campagne de réserve (6 batteries)
- 4e compagnie du 6e bataillon de pionniers de Silésie

#### 1916
- 23e brigade d'infanterie

10e régiment d'infanterie de réserve
22e régiment d'infanterie « Keith » (1er régiment d'infanterie de Haute-Silésie)
156e régiment d'infanterie (3e régiment d'infanterie de Silésie)
- 3 escadrons du 4e régiment de hussards de réserve
- 11e régiment d'artillerie de campagne de réserve (6 batteries)
- 4e compagnie du 6e bataillon de pionniers de Silésie

#### 1917
- 23e brigade d'infanterie

10e régiment d'infanterie de réserve
22e régiment d'infanterie « Keith » (1er régiment d'infanterie de Haute-Silésie)
156e régiment d'infanterie (3e régiment d'infanterie de Silésie)
- 98e commandement d'artillerie divisionnaire

11e régiment d'artillerie de campagne de réserve (9 batteries)
- 1 escadron du 4e régiment de hussards de réserve
- 311e bataillon de pionniers

#### 1918
- 23e brigade d'infanterie

10e régiment d'infanterie de réserve
22e régiment d'infanterie « Keith » (1er régiment d'infanterie de Haute-Silésie)
156e régiment d'infanterie (3e régiment d'infanterie de Silésie)
- 98e commandement d'artillerie divisionnaire

11e régiment d'artillerie de campagne de réserve (9 batteries)
1er bataillon du 5e régiment d'artillerie à pied de réserve
- 1 escadron du 4e régiment de hussards de réserve
- 311e bataillon de pionniers

### Historique
Au déclenchement de la Première Guerre mondiale, la 11e division de réserve forme avec la 12e division de réserve le VIe corps d'armée de réserve rattaché à la Ve armée allemande.

#### 1914
- 2 - 27 août : concentration de la division puis, à partir du 22 août, combat à la bataille de Longwy dans la région d'Arrancy-sur-Crusne.
- 28 août - 2 septembre : franchissement de la Meuse et progression vers le sud en poursuivant les troupes françaises. Combats vers Cierges-sous-Montfaucon.
- 2 - 4 septembre : combat autour de Varennes-en-Argonne et Montfaucon-d'Argonne.
- 6 - 10 septembre : engagée à partir du 6 septembre dans la bataille de la Marne (bataille de Revigny), progression vers Triaucourt-en-Argonne et combats vers Vaubecourt[1].
- 11 - 17 septembre : repli vers le nord et occupation d'un secteur vers Montfaucon.
- 18 septembre - 31 décembre : occupation d'un secteur à l'est de la forêt d'Argonne, dans le secteur du bois d'Avocourt.

#### 1915
- 1er janvier 1915 - 20 février 1916 : la division occupe le même secteur vers le bois d'Avocourt. En avril, le 11e régiment de réserve est transféré à la 117e division d'infanterie nouvellement créée[1].

#### 1916
- 21 février - 15 mai : engagée dans la bataille de Verdun, sur la rive gauche de la Meuse. À partir du 4 mars, violents combats autour de Béthincourt.

9 avril : prise de Béthincourt. Les combats sont extrêmement meurtriers, la division déplore plus de 68 % de pertes.
- 16 mai - 23 juin : retrait du front, mouvement en Artois dans la région de Cambrai, reconstitution et repos.
- 23 juin - 3 juillet : déplacée comme réserve, en arrière du front de la Somme en prévision de l'attaque alliée.
- 3 - 24 juillet : engagée dans la bataille de la Somme, relève d'unités de la 12e division d'infanterie et de la 10e division d'infanterie bavaroise (de) dans le secteur d'Hardecourt-aux-Bois. Les pertes de la division sont énormes entre le 3 et le 9 juillet, elle reçoit des renforts le 10 juillet avant de retourner dans le même secteur et de subir à nouveau des pertes importantes[1].
- 24 juillet - 20 septembre : retrait du front, mouvement par V.F. dans les Flandres, occupation d'un secteur à l'est d'Armentières au sud de la Lys.
- 20 septembre - 3 novembre : retrait du front, mouvement vers la Somme. À partir du 30 septembre, engagée dans la bataille de la Somme entre la Somme et Barleux.

18 - 19 octobre : attaque française vers Biaches.
- 3 novembre 1916 - 20 mars 1917 : retrait du front, mouvement vers l'Artois. La division occupe un secteur du front vers Lens, entre Loos et Liévin.

#### 1917
- 21 mars - 7 mai : mouvement de rocade, occupation d'un secteur du front entre Cambrai et Saint-Quentin vers Bellicourt et Bellenglise.
- 7 - 20 mai : engagée dans la bataille d'Arras.
- 21 mai - 20 août : mouvement de rocade, occupation d'un secteur vers Lens, engagée à partir du 15 août dans la bataille de la cote 70[1].
- 21 août - 9 septembre : retrait du front, repos dans la région de Saint-Amand-les-Eaux.
- 9 septembre - 31 octobre : mouvement vers le front, occupation d'un secteur dans la région de Lens, vers Fresnoy-en-Gohelle et Acheville.
- 1er novembre 1917 - 16 janvier 1918 : retrait du front mouvement vers Passendale, occupation d'un secteur en alternance avec la 12e division de réserve[2] vers la forêt d'Houthulst.

#### 1918
- 16 janvier - 24 février : relevée par la 31e division d'infanterie[2], mouvement vers l'arrière, repos et instruction.
- 24 février - 18 mars : relève de la 199e division d'infanterie au nord-est d'Ypres, le long de la voie ferrée reliant Ypres à Staden[2].
- 18 mars - 9 avril : relève par extension du front des divisions voisines, repos dans la région de Tourcoing ; un des régiments de la division est détachée lors de l'opération Michael et se trouve vers Villers-Carbonnel du 21 au 26 mars.
- 9 - 16 avril : engagée dans la bataille de la Lys dans le secteur de la Croix-du-Bac pour renforcer la ligne de front. Les pertes sont importantes durant cette période[2].
- 16 - 28 avril : retrait du front, repos dans la région de Laventie.
- 28 avril - 6 mai : relève de la 81e division de réserve[2], occupation d'un secteur du front au sud-ouest de Méteren.
- 6 - 18 mai : retrait du front, repos et reconstitution dans la région sud-est de Bailleul.
- 18 mai - 7 juin : relève de la 12e division d'infanterie[2] dans le secteur sud-ouest de Méteren.
- 7 - 23 juin : retrait du front, repos dans la région de Courtrai.
- 23 juin - 11 novembre : relève de la 216e division d'infanterie dans le secteur de Locre à l'ouest de Kemmel[2]. La division occupe le secteur jusqu'au début du mois de novembre avant de participer au repli général des troupes allemandes. Après la signature de l'armistice, la division est transférée en Allemagne où elle est dissoute au cours de l'année 1919.

## Chefs de corps
| Grade           | Nom                     | Date                                 |
| --------------- | ----------------------- | ------------------------------------ |
| Generalleutnant | Karl Surén (hr)         | 2 août - 2 novembre 1914             |
| Generalleutnant | Friedrich von Hertzberg | 3 novembre 1914 - 11 septembre 1917  |
| Generalmajor    | Bernhard Boeß (de)      | 11 septembre 1917 - 1er juillet 1918 |
| Generalleutnant | Heinrich Büstorff       | 1er juillet 1918 - 15 février 1919   |